# AN/SPS-49
AN/SPS-49は、レイセオン社が開発した2次元レーダー。アメリカ海軍軍艦などにおいて、主として対空捜索用のレーダーとして搭載される。

## 概要
本機種は、1965年より駆逐艦「ジャイアット」において試験を行ったのち、1975年にミサイル巡洋艦「デイル」に搭載されて制式化された。
回路はすべてソリッドステート化される計画であったが、レーダー送信機のみ、従来通りのクライストロンとされている。これは、コスト面の問題と、既存のクライストロンでも十分な信頼性を備えていたためであった。空中線には、前任者であるAN/SPS-40と同様にコセカント2乗ビーム特性をもつ成形ビームアンテナが採用され、機械的に安定化されている。
初の大規模な採用例は、1977年より就役を開始したオリバー・ハザード・ペリー級ミサイルフリゲートであり、以後、順次に改良を受けつつ、アメリカ内外の多くの軍艦で搭載されている。

## バージョン
AN/SPS-49(V)1
基本型。
AN/SPS-49(V)2
コヒーレンスなサイドローブキャンセラ（CSLC）を省いた簡易型。ペリー級に搭載された。
AN/SPS-49(V)3
(V)1型をもとにレーダー画像処理装置（RVP）を連接しており、原子力ミサイル巡洋艦「ロングビーチ」に搭載された。
AN/SPS-49(V)4
(V)2型をもとに(V)3型と同様の改良を施したもので、ペリー級に搭載された。
AN/SPS-49(V)5
(V)1型をもとに自動目標探知（ATD）機能を付加したもので、NTU改修艦で搭載された。
AN/SPS-49(V)6
(V)3型をもとに二重シールド付ケーブルと改良された冷却措置を備えたもので、ミサイル巡洋艦「タイコンデロガ」に搭載された。
AN/SPS-49(V)7
(V)5型をもとに(V)6型の冷却措置を導入したもので、タイコンデロガ級に搭載された。
AN/SPS-49(V)8
(V)5型をもとにイージス追尾改良キットの導入などの改良を加えたもので、タイコンデロガ級に搭載された。
AN/SPS-49(V)8 ANZ
(V)8型を元にサーブ 9LV-453戦術情報処理装置との連接に対応したもので、アンザック級に搭載された。
AN/SPS-49(V)9 MPU
(V)5型に中PRF改良（MPU）を施したもの。
AN/SPS-49A(V)1
1990年代中盤に開発された改良型で、目標毎・掃引毎に角速度の判定を行うほか、クラッター抑圧性能も向上している。

## 搭載艦
アメリカ海軍
- オリバー・ハザード・ペリー級ミサイルフリゲート
  -  アデレード級フリゲート
  -  サンタ・マリア級フリゲート
  -  成功級フリゲート
  -  G級フリゲート
- NTU改修艦
  - 原子力ミサイル巡洋艦「ロングビーチ」
  - 原子力ミサイル巡洋艦「ベインブリッジ」
  - ファラガット級ミサイル駆逐艦
  - ベルナップ級ミサイル巡洋艦
  - リーヒ級ミサイル巡洋艦
  - カリフォルニア級原子力ミサイル巡洋艦
  - バージニア級原子力ミサイル巡洋艦
  - キッド級ミサイル駆逐艦
- その他の米海軍艦艇
  - 原子力空母「エンタープライズ」（後日装備）
  - ニミッツ級航空母艦
  - スプルーアンス級駆逐艦「ヘイラー」
  - タイコンデロガ級ミサイル巡洋艦
  - ワスプ級強襲揚陸艦
  - ホイッドビー・アイランド級ドック型揚陸艦
  - ハーパーズ・フェリー級ドック型揚陸艦

 オーストラリア海軍/ ニュージーランド海軍
- アンザック級フリゲート

 カナダ海軍
- ハリファックス級フリゲート[注釈 1]

 大韓民国海軍
- 広開土大王級駆逐艦
- 李舜臣級駆逐艦